# 虛骨形龍屬
虚骨形龍屬（學名：Coeluroides）是一個疑名。牠是一類小型的恐龍，對牠的所知甚少，是生存於上白堊紀印度的獸腳亞目恐龍。牠的化石是分離的尾椎，發現於印度的拉米塔組。牠的身長估計約有2米長，高度為0.8米高，體重約30公斤，與賈巴爾普爾龍相似，但體型較大。
模式種是大虛骨形龍（C. largus），是由弗雷德里克·馮·休尼（Friedrich von Huene）於1932年所描述、命名的。

## 外部連結
- 恐龍博物館——虛骨形龍